# 東海帝王
東海帝皇（日语：トウカイテイオー），是日本純種競賽馬匹。競賽生涯活躍於中長途賽事，生涯內獲得四次一級賽冠軍，包括於1991年以無敗姿態取得皋月賞及東京優駿（日本打吡）冠軍，及於1992年和1993年分別取得日本盃和有馬紀念冠軍，並於1995年被選爲日本中央競馬會殿堂馬。

## 出道前
1988年4月20日出生於北海道新冠町長濱牧場，被馬主內村正則購入。
成長途中因爲其出色的柔軟度受到不少良好評價，被視爲有望取得優秀成績的馬匹。
其後交由栗東訓練中心練馬師松元省一訓練。

## 競賽生涯

### 3歲（現2歲）
1990年12月1日出戰3歲新馬戰，於安田隆行策騎下以4馬位優勢輕鬆獲勝。
其後出戰公開賽仙客來錦標，雖然只獲得第三人氣，但於直路途中爆發末腳實力超越前方的Iide Satan，以2馬位優勢再次獲勝。

### 4歲（現3歲）
1991年年初贏得公開賽若駒錦標後，隨即於3月17日出戰若葉錦標，再次輕鬆獲得勝利。
4月14日出戰經典三冠賽事首關皋月賞，因其此前優秀的戰績獲得極高評價，成功取得第一人氣。比賽開始後，由於處於第18檔最外檔位置，騎師安田並未指揮其搶佔先頭位置，而是處於中團位置推進。通過第三彎道時，安田指揮其於外檔突圍而出，並於通過第四彎道時候經已處於前方。進入直路後，其不斷加速之下，最終以2馬爲優秀贏得首個一級賽冠軍。順帶一提，騎師安田於賽後拍攝紀念照時，模仿魯鐸象徵主戰騎師岡部幸雄舉出食指的手勢，示意其策騎東海帝王取得第一冠，亦被外界視爲其將要取得三冠的宣言。
5月26日出戰東京優駿，其再次於處第20檔最外檔。比賽開始後，其再次選擇處於中團位置推進，並於比賽途中爬升至第六左右的位置。通過第四彎道時，其成功進佔先頭位置，並於直路上爆發出全場第二快的末腳，成功以3馬位優勢壓過第二的Leo Durban，以無敗的姿態取得經典二冠。如同皋月賞日本，騎師安田在拍攝紀念照時再次模仿岡部舉出雙指的手勢，示意其經已取得二冠。
打吡賽後其盛載許多馬迷期望，希望可以見到日本賽馬乃至世界賽馬史上首父子無敗三冠的誕生。然而打吡賽後東海帝皇行走的步伐展現異常，陣營安排醫療團隊姿勢檢查後診斷出其左後腳有骨折症狀，不得不進入長期休養，因而避戰包括菊花賞等所有秋季的賽事。
年末，由於其以無敗姿態勇奪兩冠，分別以91票及近乎全票的175票當選父內國產馬及最佳4歲雄馬，更以134票當選日本馬王。

### 5歲（現4歲）
1992年4月5日復出出戰產經大阪盃，騎師更換爲岡部。比賽開始後其處於中團位置推進，並於進入直路後繼續加速爆發末腳，成功以1 3/4馬位優勢奪冠，宣示自己的復活。
其後陣營宣佈將會安排其出戰春季天皇賞，與當時被稱爲「最強長途馬」的目白麥昆決戰。本次決戰於馬迷間可謂充滿熱度，因此戰不僅爲被稱謂90世代巔峯的目白麥昆及91世代巔峯的東海帝王的之首次交鋒，更是無敗的東海帝王向尋求連霸的目白麥昆發起的挑戰。而且於賽前，火藥味亦出現於兩邊的陣營之中，當時東海帝王的主戰騎師岡部向媒體表示：「我不認爲中距離是帝王的極限，我相信此馬可以跑到地球的盡頭」，而據悉當時目白麥昆的的主戰騎師武豐則回應：「如果對手可以到達地球的盡頭，那麼我們則可以超越地平線」，因而被視爲「世紀的對決」。
4月16日按計劃出戰春季天皇賞，其雖然未曾出戰過2400米以上的賽事，但仍然壓過目白麥昆獲得第一人氣。比賽開始後，東海帝皇再次於中團位置追走，並於比賽途中逐漸爬升至第二的位置。進入直路後，其原本正不斷加速追趕前方的目白麥昆，但於直路中團突然顯露出步伐不穩的狀態，最終於失速之下僅以第五名完賽。
春季天皇賞後陣營隨即安排其進行檢查，並於右前腳發現骨折症狀，需要再次進入休養。
11月1日復出出戰秋季天皇賞，雖然時隔6個月重返賽場，但仍然獲得第一人氣。然而比賽開始後，前方的目白善信及大德日神展開領放，東海帝王則於第三的位置緊隨其後。比賽途中步速逐漸加快，使得東海帝王節奏被影響下繼續加速，並而第二的位置進入直路。雖然進入直路後其處於先頭位置，但由於比賽途中快步速的影響，其體力經已嚴重消耗，最終於東京競馬場的長直路上體力不支失速沉底，以第七完賽。
11月29日出戰日本盃，由於此前其戰績不佳，加上有歐洲馬王易用軟件、南半球強者自然派和齊齊跑及法國代表Dear Doctor等海外強敵參賽，其只獲得第五人氣。比賽開始後，其於前方位置推進，以穩定的節奏進入最後直路。進入直路後，其不斷發力加速，於最後200米衝出並和自然派纏鬥爭奪位置，成功於最後50米領先，最終保持優勢下以頸位壓過對手，再次贏得一級賽冠軍，成爲計葛城王牌及魯鐸象徵後第三匹勝出日本盃的日本賽駒。
12月27日出戰有馬紀念，由於主戰騎師岡部於早前比賽違規被罰停賽，由田原成貴代打策騎。然而比賽開始後，其再次受到目白善信及大德日神快放的影響，加上其左前腳有些微發炎症狀，於直路上再次體力不支失速沉底，以生涯最差的第十一大敗。

### 6歲（現5歲）
1993年年初其因左前腳扭傷以接受治療，並計劃於寶塚紀念復出，然而出戰寶塚紀念前，其被發現左前腳再度骨折，第三度因骨折以進入休養。
1993年12月出戰有馬紀念，雖然其時隔整整一年未曾出戰任何比賽，而且本屆賽事陣容豪華，如有本年度打吡馬勝利獎券及菊花賞馬琵琶晨光、上年度有馬紀念盟主目白善信及本年度春季天皇賞冠軍米浴等強敵，其仍然憑藉生涯至今的優勢戰績獲得第四人氣。比賽開始後，其於中團位置追走，並於通過第三彎道前經已爬升至第四的位置。進入直路後，其隨即加速衝刺，追趕處於前方的琵琶晨光，並於終點線前超越對手。最終，伴隨着現場評述員堺正幸的一句：「東海帝皇，奇蹟的復活！」（トウカイテイオー、奇跡の復活！），其以1/2馬位率先衝線，奪得第四個一級賽冠軍之餘，亦向所有馬迷宣示「不屈的帝王」的復活。这次比賽，不但是其實力的證明，其更以休養364日後復出奪得一級賽冠軍打破時間間隔紀錄。
年末，由於其奇蹟般的表現，东海帝王成功於評選中獲得特別賞。

### 7歲（現6歲）
1994年陣營原先安排其以春季天皇賞作爲目標，但於出戰熱身戰產經大阪盃前被發現右邊肌肉疼痛以避戰，更於其後被發現左前腳舊患復發造成第四次骨折以進入休養。
其後，陣營考慮其身體狀態，決定本年度不作任何賽程安排，而是直接安排其退役，並於10月23日於東京競馬場舉行退役儀式。

### 詳細賽績
| 日期       | 舉辦國家 | 馬場 | 距離   | 級別 | 賽事名稱   | 負重 | 騎師     | 馬號 | 出馬 | 名次 | 時間   | 頭馬（二馬）    |
| ---------- | -------- | ---- | ------ | ---- | ---------- | ---- | -------- | ---- | ---- | ---- | ------ | --------------- |
| 1/12/1990  | 日本     | 中京 | 草1800 |      | 3歲新馬    | 54   | 安田隆行 | 2    | 13   | 1    | 1:52.9 | （Color Guard） |
| 23/12/1990 | 日本     | 京都 | 草2000 | OP   | 仙客來錦標 | 54   | 安田隆行 | 6    | 9    | 1    | 2:03.8 | （Iide Satan）  |
| 19/1/1991  | 日本     | 京都 | 草2000 | OP   | 若駒錦標   | 55   | 安田隆行 | 8    | 9    | 1    | 2:01.4 | （Iide Satan）  |
| 17/3/1991  | 日本     | 中山 | 草2000 | OP   | 若葉錦標   | 56   | 安田隆行 | 4    | 10   | 1    | 2:03.6 | （Asakichi）    |
| 14/4/1991  | 日本     | 中山 | 草2000 | GI   | 皋月賞     | 57   | 安田隆行 | 18   | 18   | 1    | 2:01.8 | （Shako Grade） |
| 26/5/1991  | 日本     | 東京 | 草2400 | GI   | 東京優駿   | 57   | 安田隆行 | 20   | 20   | 1    | 2:25.9 | （Leo Durban）  |
| 5/4/1992   | 日本     | 阪神 | 草2000 | GII  | 產經大阪盃 | 58   | 岡部幸雄 | 2    | 8    | 1    | 2:06.3 | （Golden Hour） |
| 26/4/1992  | 日本     | 京都 | 草3200 | GI   | 春季天皇賞 | 58   | 岡部幸雄 | 14   | 14   | 5    | 3:21.7 | 目白麥昆        |
| 1/11/1992  | 日本     | 東京 | 草2000 | GI   | 秋季天皇賞 | 58   | 岡部幸雄 | 15   | 18   | 7    | 1:59.1 | 大君起駕        |
| 29/11/1992 | 日本     | 東京 | 草2400 | GI   | 日本盃     | 57   | 岡部幸雄 | 14   | 14   | 1    | 2:24.6 | （自然派）      |
| 27/12/1992 | 日本     | 中山 | 草2500 | GI   | 有馬記念   | 57   | 田原成貴 | 5    | 16   | 11   | 2:34.8 | 目白善信        |
| 26/12/1993 | 日本     | 中山 | 草2500 | GI   | 有馬記念   | 56   | 田原成貴 | 4    | 14   | 1    | 2:30.9 | （琵琶晨光）    |

## 退役後
1995年東海帝王被選出為日本中央競馬會第23匹殿堂馬。
退役後，東海帝王成爲了配種馬，於北海道早來町（今安平町）社台Stallion Station休養，在1995年進行配種工作。首批子嗣於1996年出生。首批子嗣可於1998年出賽。2001年7月8日，Taiki Polar在人魚錦標取勝，成爲首匹於分級賽取勝的子嗣。2002年11月17日，東海角於一哩冠軍賽取勝，成爲首批於一級賽取勝的東海帝王子嗣。
2013年8月20日於社台Stallion Station馬房內因心臟衰竭死亡，享年25歲。

### 主要子嗣

#### 一級賽優勝子嗣
粗體字為一級賽
1996年生
- 東海角（中山紀念、一哩冠軍賽）

1999年生
- 血氣方剛（兜山紀念、櫻桃紀念、群馬紀念、柏市紀念）

2001年生
- Yamanin Sucre（阪神兩歲牝馬錦標、中山牝馬錦標）

#### 分級賽優勝子嗣
1996年生
- Tokai Pulser（愛知盃）
- Taiki Polar（人魚錦標）

## 血統簡介
父系魯鐸象徵爲日本賽駒，生涯戰績極爲優秀，不但爲日本賽馬史上第四匹三冠馬，更爲第一匹無敗三冠馬，因其成就而被馬迷稱爲「皇帝」。祖父巴索隆爲愛爾蘭生產的英國賽駒，雖然生涯戰績不佳，但配種戰績極爲優秀，後被象徵牧場引入至日本進行配種，成爲日本拜耶爾土耳其系馬匹的先祖。
母系Tokai Nature爲日本馬匹，因腳部疾病以並未出戰任何賽事，直接成爲繁殖雌馬。外祖父Nice Dancer爲加拿大賽駒，曾勝出不少當地賽事。

### 血統表
| 父線：巴索隆系（Tourbillon系）        |                             |               |                  |
| 種馬 魯鐸象徵 1981年（棗色）          | 巴索隆 1960年（棗色）       | Milesian      | My Babu          |
| 種馬 魯鐸象徵 1981年（棗色）          | 巴索隆 1960年（棗色）       | Milesian      | Oatf Lake        |
| 種馬 魯鐸象徵 1981年（棗色）          | 巴索隆 1960年（棗色）       | Paleo         | Pharis           |
| 種馬 魯鐸象徵 1981年（棗色）          | 巴索隆 1960年（棗色）       | Paleo         | Calonice         |
| 種馬 魯鐸象徵 1981年（棗色）          | Sweet Luna 1972年（栗色）   | 速度象徵      | Royal Challenger |
| 種馬 魯鐸象徵 1981年（棗色）          | Sweet Luna 1972年（栗色）   | 速度象徵      | Sweet Inn        |
| 種馬 魯鐸象徵 1981年（棗色）          | Sweet Luna 1972年（栗色）   | Dance Time    | Palestine        |
| 種馬 魯鐸象徵 1981年（棗色）          | Sweet Luna 1972年（栗色）   | Dance Time    | Samaritaine      |
| 繁殖雌馬 Tokai Natural 1982年（棗色） | Nice Dancer 1969年（棗色）  | 北地舞人      | 新北區           |
| 繁殖雌馬 Tokai Natural 1982年（棗色） | Nice Dancer 1969年（棗色）  | 北地舞人      | Natalma          |
| 繁殖雌馬 Tokai Natural 1982年（棗色） | Nice Dancer 1969年（棗色）  | Nice Princess | Le Beau Prince   |
| 繁殖雌馬 Tokai Natural 1982年（棗色） | Nice Dancer 1969年（棗色）  | Nice Princess | Happy Night      |
| 繁殖雌馬 Tokai Natural 1982年（棗色） | Tokai Midori 1977年（棗色） | Faberge       | Prince Gift      |
| 繁殖雌馬 Tokai Natural 1982年（棗色） | Tokai Midori 1977年（棗色） | Faberge       | Spring Offensive |
| 繁殖雌馬 Tokai Natural 1982年（棗色） | Tokai Midori 1977年（棗色） | Tokai Queen   | Atlantis         |
| 繁殖雌馬 Tokai Natural 1982年（棗色） | Tokai Midori 1977年（棗色） | Tokai Queen   | Top Ryu          |
| 雌系：號族：19-b                      |                             |               |                  |
| 五代內近親交配：Milesian 3×5          |                             |               |                  |

## 命名由來
名字中，Tokai（トウカイ）是馬主內村正則冠名，出自其所經營的東海包裝工業公司，Teio（テイオー）就是日語中的「帝王」，聯想自父系魯鐸象徵之別名「皇帝」。

## 流行文化
東海帝王於日本馬迷中有無可否定的地位，主要原因为：牠其三度骨折，但三度重返賽場的奇蹟生涯。東海帝王服役所處的1990年代初，正值日本泡沫经济爆破初期，國內的經濟衰退及苏联解体造成的國際局勢不穩等內憂外患，導致日本國內瀰漫着陰沉的氛圍。然而，東海帝王於1993年有馬紀念的奇蹟復活，令日本國民見識到其飽經磨難卻未曾倒下的毅力，为不少民众帶來希望及曙光，成为一個時代的標誌。
時至今日，東海帝王作为一匹傳奇賽駒，於日本國民心中的地位仍然不減，其成就仍然为馬迷津津樂道。而由遊戲開發公司Cygames主導的多媒體企劃《賽馬娘 Pretty Derby》聯同動畫製作公司Studio KAI，於2021年1月推出以東海帝王为主角的第二季動畫，令其本身及同時代的一众名馬的知名度，於年輕世代的社群達到現象級的傳播。

## 外部連結
- 東海帝皇 netkeiba.com （页面存档备份，存于）
- 血統表 （页面存档备份，存于）